# Borgogna-Franca Contea

Logo

La Borgogna-Franca Contea (in francese Bourgogne-Franche-Comté /buʁˌɡɔɲfʁɑ̃ʃkõˈte/) è una regione amministrativa francese.
È stata istituita a decorrere dal 1º gennaio 2016, accorpando le regioni di Borgogna e Franca Contea; con la fusione prese il nome provvisorio di Bourgogne-Franche-Comté, divenuto poi definitivo il 30 settembre 2016.
Suddivisa in otto dipartimenti, il suo capoluogo è Digione, mentre Besançon è sede del Consiglio Regionale, è composta dai dipartimenti: Côte-d'Or (21), Doubs (25), Giura (39), Nièvre (58), Alta Saona (70), Saona e Loira (71), Yonne (89) e Territorio di Belfort (90). Sono inclusi nella regione 152 cantoni e 3 702 comuni. Le città principali della regione sono Digione, Besançon e Montbéliard.